# 京大パルチザン
京大パルチザン（きょうだいパルチザン）とは、日本の新左翼活動家である滝田修の革命理論の影響を受けた京都大学内のノンセクト・ラジカルのこと。「（京大）パルチ」とも称される。

## 概要
京大経済学部助手の滝田修（本名：竹本信弘）は、1968年から1969年の京大紛争を通じて、革命のためには既存党派とは一線を画す「パルチザン」を組織してゲリラ闘争をしなければならないと説いた。滝田は、当時の東大・京大闘争が反日共系各派の主導権争いで敗れたと考え、全共闘の解体を主張し、パルチザンの必要性を唱えた。この滝田理論は京大の全共闘参加や、その後、他大学で特定党派による拠点校化が進む中でも、京大はノンセクト・ラジカルの活動家が力を持ち続けた。

## 影響
テルアビブ空港乱射事件を起こした奥平剛士は、京大パルチザンの活動家であったとされる。また京大生ではないが、滝田理論に影響を受けたグループとして朝霞自衛官殺害事件を起こした「赤衛軍グループ」が挙げられる。他にも、赤衛軍グループのみならず京大政経研グループのように独特の行動スタイルをとる新左翼党派を生み出している。

## 参考資料
- 鈴木英生『新左翼とロスジェネ』集英社、2009年